# 法務副大臣
法務副大臣（日语：／ Hōmu Fukudaijin），是日本國政府法務省的副大臣，輔佐法務大臣處理法務省相關事務。

## 概要

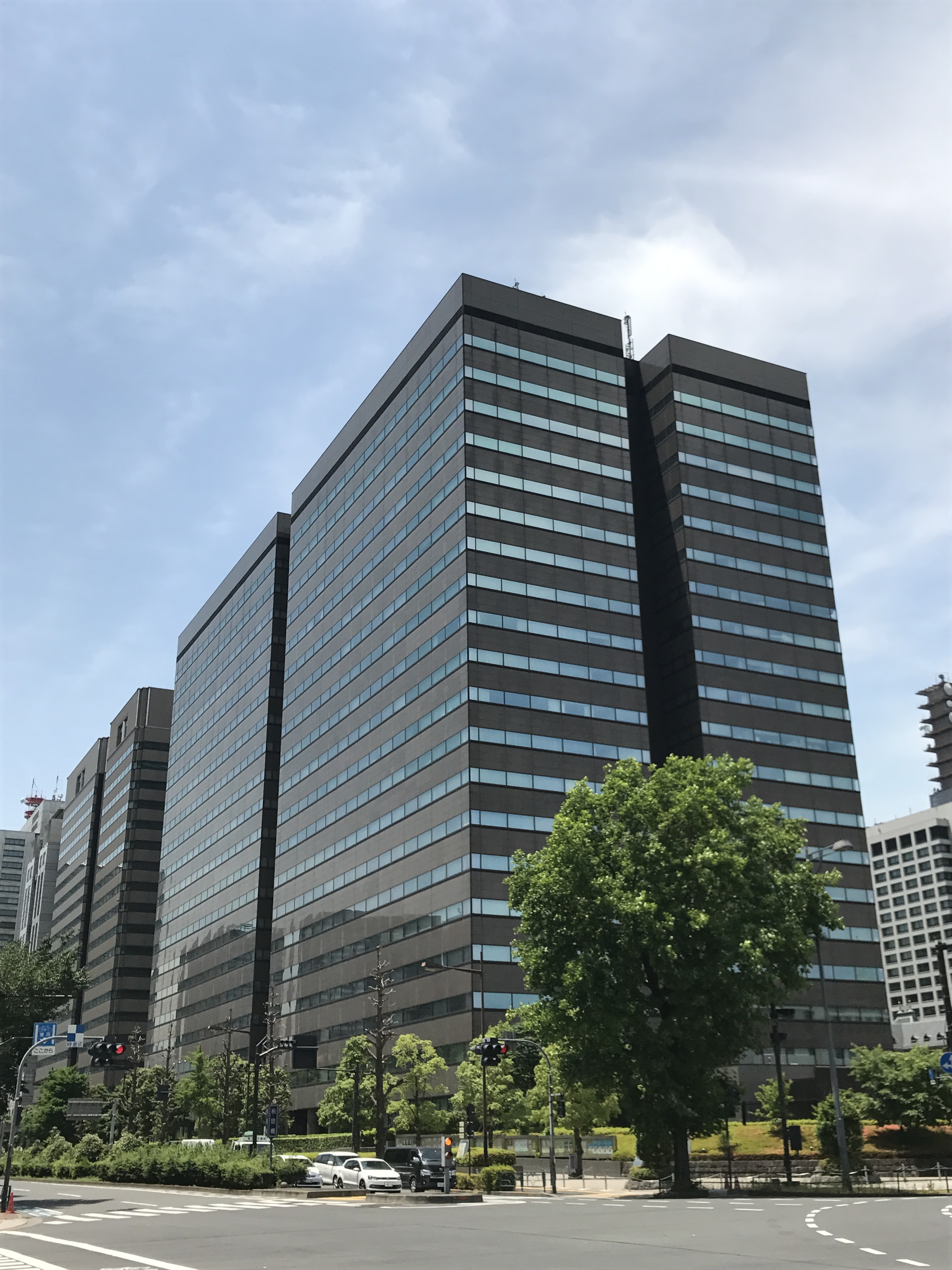
法務省所在的中央合同廳舍第6號館A棟

2001年1月6日，根據《中央省廳機構改革基本法》對中央省廳機構進行改組而設立。同日，第二屆森內閣 (改組 中央省廳再編後)啟動，任命眾議院議員長勢甚遠首屆副大臣。
奉法務大臣之命，負責協助處理司法制度、民事行政、刑事民事法的立案。根據《國家行政組織法》，人數固定為一人。

## 歷代副大臣
| 總務副大臣     | 總務副大臣                  | 總務副大臣                   | 總務副大臣     | 總務副大臣     | 總務副大臣                 | 總務副大臣             | 總務副大臣                 | 總務副大臣               |
| 內閣           | 內閣                        | 法務大臣                     | 全名           | 就職日         | 卸任日                     | 黨派                   | 出身                       | 備註                     |
| -------------- | --------------------------- | ---------------------------- | -------------- | -------------- | -------------------------- | ---------------------- | -------------------------- | ------------------------ |
| 第2次森內閣    | 改造內閣 （中央省廳再編後） | 高村正彥                     | 長勢甚遠       | 2001年1月6日   | 2001年4月26日              | 自由民主黨             | 眾議員（富山縣第1區）      |                          |
| 第1次小泉內閣  | 第1次小泉內閣               | 森山真弓                     | 橫內正明       | 2001年5月1日   | 2002年9月30日              | 自由民主黨             | 眾議員（山梨縣第3區）      |                          |
|                | 第1次改造內閣               | 森山真弓                     | 增田敏男       | 2002年10月2日  | 2003年9月22日              | 自由民主黨             | 眾議員（北關東比例代表區） |                          |
| 第2次改造內閣  | 野澤太三                    | 星野行男                     | 2003年9月25日  | 2003年11月19日 | 無黨籍                     | 眾議員（新潟縣第5區）  |                            |                          |
| 第2次小泉內閣  | 第2次小泉內閣               | 實川幸夫                     | 2003年11月20日 | 2004年9月27日  | 自由民主黨                 | 眾議員（千葉縣第13區） |                            |                          |
|                | 改造內閣                    | 南野知惠子                   | 瀧實           | 2004年9月29日  | 自由民主黨                 | 2005年7月5日           | 眾議員（近畿比例代表區）   |                          |
| 第3次小泉內閣  | 第3次小泉內閣               | 南野知惠子                   | 富田茂之       | 2005年9月22日  | 2005年10月31日             | 公明黨                 | 眾議員（南關東比例代表區） |                          |
|                | 改造內閣                    | 杉浦正健                     | 河野太郎       | 2005年11月2日  | 2006年9月26日              | 自由民主黨             | 眾議員（神奈川縣第15區）   |                          |
| 第1次安倍內閣  | 第1次安倍內閣               | 長勢甚遠                     | 水野賢一       | 2006年9月27日  | 2007年8月27日              | 自由民主黨             | 眾議員（千葉縣第9區）      |                          |
|                | 改造內閣                    | 鳩山邦夫                     | 河井克行       | 2007年8月29日  | 2007年9月26日              | 自由民主黨             | 眾議員（廣島縣第3區）      |                          |
| 福田康夫內閣   | 福田康夫內閣                | 鳩山邦夫                     | 河井克行       | 2007年9月27日  | 2008年8月2日               | 自由民主黨             | 眾議員（廣島縣第3區）      | 再任                     |
|                | 改造內閣                    | 保岡興治                     | 佐藤剛男       | 2008年8月5日   | 2008年9月24日              | 自由民主黨             | 眾議員（東北比例代表區）   |                          |
| 麻生內閣       | 麻生內閣                    | 森英介                       | 佐藤剛男       | 2008年9月29日  | 2009年9月16日              | 自由民主黨             | 眾議員（東北比例代表區）   | 再任                     |
| 鳩山由紀夫內閣 | 鳩山由紀夫內閣              | 千葉景子                     | 加藤公一       | 2009年9月18日  | 2010年6月8日               | 民主黨                 | 眾議員（東京都第20區）     |                          |
| 菅直人內閣     | 菅直人內閣                  | 千葉景子                     | 加藤公一       | 2010年6月9日   | 2010年9月17日              | 民主黨                 | 眾議員（東京都第20區）     | 再任                     |
|                | 第1次改造內閣               | 柳田稔 →仙谷由人             | 小川敏夫       | 2010年9月21日  | 2011年1月14日              | 民主黨                 | 參議員（東京都選舉區）     |                          |
|                | 第2次改造內閣               | 江田五月                     | 小川敏夫       | 2011年1月18日  | 2011年9月2日               | 民主黨                 | 參議員（東京都選舉區）     |                          |
| 野田內閣       | 野田內閣                    | 平岡秀夫                     | 瀧實           | 2011年9月5日   | 2012年1月13日              | 民主黨                 | 眾議員（奈良縣第2區）      | 再入閣                   |
|                | 第1次改造內閣               | 小川敏夫                     | 瀧實           | 2012年1月13日  | 2012年6月4日               | 民主黨                 | 眾議員（奈良縣第2區）      | 留任                     |
|                | 第2次改造內閣               | 瀧實                         | 谷博之         | 2012年6月4日   | 2012年10月1日              | 民主黨                 | 參議員（栃木縣選舉區）     |                          |
|                | 第3次改造內閣               | 田中慶秋 →小平忠正 →瀧實     | 山花郁夫       | 2012年10月2日  | 2012年12月26日             | 民主黨                 | 眾議員（東京都第22區）     |                          |
| 第2次安倍內閣  | 第2次安倍內閣               | 谷垣禎一                     | 後藤茂之       | 2012年12月27日 | 2013年9月30日              | 自由民主黨             | 眾議員（長野縣第4區）      | 任內辭職，由奧野信亮接任 |
| 第2次安倍內閣  | 第2次安倍內閣               | 谷垣禎一                     | 奧野信亮       | 2013年9月30日  | 2014年9月3日               | 自由民主黨             | 眾議員（奈良縣第3區）      |                          |
|                | 改造內閣                    | 松島綠 →山谷惠里子 →上川陽子 | 葉梨康弘       | 2014年[9月4日  | 2014年12月24日             | 自由民主黨             | 眾議員（茨城縣第3區）      |                          |
| 第3次安倍內閣  | 第3次安倍內閣               | 上川陽子                     | 葉梨康弘       | 2014年12月25日 | 2015年10月9日              | 自由民主黨             | 眾議員（茨城縣第3區）      | 再任                     |
|                | 第1次改造內閣               | 岩城光英                     | 盛山正仁       | 2015年10月9日  | 2016年8月5日               | 自由民主黨             | 眾議員（近畿比例代表區）   |                          |
|                | 第2次改造內閣               | 金田勝年                     | 盛山正仁       | 2016年8月5日   | 2017年8月7日               | 自由民主黨             | 眾議員（近畿比例代表區）   | 留任                     |
|                | 第3次改造內閣               | 上川陽子                     | 葉梨康弘       | 2017年8月7日   | 2017年11月2日              | 自由民主黨             | 眾議員（茨城縣第3區）      | 再入閣                   |
| 第4次安倍內閣  | 第4次安倍內閣               | 上川陽子                     | 葉梨康弘       | 2017年11月2日  | 2018年10月4日              | 自由民主黨             | 眾議員（茨城縣第3區）      | 再任                     |
|                | 第1次改造內閣               | 山下貴司                     | 平口洋         | 2018年10月4日  | 2019年9月13日              | 自由民主黨             | 眾議員（廣島縣第2區）      |                          |
| 第2次改造內閣  | 河井克行 →森雅子            | 義家弘介                     | 2019年9月13日  | 2020年9月18日  | 眾議員（神奈川縣第16區）   | 自由民主黨             |                            |                          |
| 菅義偉内閣     | 菅義偉内閣                  | 上川陽子                     | 田所嘉德       | 2020年9月13日  | 2021年10月6日              | 自由民主黨             | 眾議員（茨城縣第1區）      |                          |
| 第1次岸田內閣  | 第1次岸田內閣               | 古川禎久                     | 津島淳         | 2021年10月6日  | 2021年11月11日             | 自由民主黨             | 眾議員（青森縣第1區）      |                          |
| 第2次岸田內閣  | 第2次岸田內閣               | 古川禎久                     | 津島淳         | 2021年11月11日 | 2022年8月12日              | 自由民主黨             | 眾議員（東北比例代表區）   | 再任                     |
|                | 第1次改造內閣               | 葉梨康弘 →齋藤健             | 門山宏哲       | 2022年8月12日  | 2023年9月15日              | 自由民主黨             | 眾議員（南關東比例代表區） |                          |
| 第2次改造內閣  | 小泉龍司                    | 柿澤未途                     | 2023年9月15日  | 2023年10月31日 | 眾議員（東京都第15區）     | 自由民主黨             | 任內辭職，由門山宏哲接任   |                          |
| 第2次改造內閣  | 小泉龍司                    | 門山宏哲                     | 2023年10月31日 | 2024年10月3日  | 眾議員（南關東比例代表區） | 自由民主黨             | 再入閣                     |                          |
| 第一次石破內閣 | 第一次石破內閣              | 牧原秀樹                     | 門山宏哲       | 2024年10月3日  | 2024年11月13日             | 自由民主黨             | 眾議員（南關東比例代表區） | 再任                     |
| 第二次石破內閣 | 第二次石破內閣              | 鈴木馨祐                     | 高村正大       | 2024年11月13日 | 現任                       | 自由民主黨             | 眾議員（山口縣第1區）      |                          |

再任表示換閣後再次被招攬，留任表示同一內閣改造後獲得挽留，再入閣表示時隔數個內閣後再度被招攬